# Shaodong
Shaodong är ett härad som lyder under Shaoyangs stad på prefekturnivå i Hunan-provinsen i södra Kina. Det ligger omkring 160 kilometer sydväst om provinshuvudstaden Changsha.
1. ↑  http://www.geohive.com/cntry/CN-43_ext.aspx